# Gran Premi de Gran Bretanya del 2006
Resultats del Gran Premi de la Gran Bretanya de Fórmula 1 de 2006, disputat al circuit de Silverstone l'11 de juny del 2006.

## Resultats
| Pos | No | Pilot                | Equip                 | Voltes | Temps/ Retirada | Pos. de sortida | Punts |
| --- | -- | -------------------- | --------------------- | ------ | --------------- | --------------- | ----- |
| 1   | 1  | Fernando Alonso      | Renault               | 60     | 1: 25' 51. 927  | 1               | 10    |
| 2   | 5  | Michael Schumacher   | Ferrari               | 60     | + 13.951 s      | 3               | 8     |
| 3   | 3  | Kimi Räikkönen       | McLaren - Mercedes    | 60     | + 18.672 s      | 2               | 6     |
| 4   | 2  | Giancarlo Fisichella | Renault               | 60     | + 19.976 s      | 5               | 5     |
| 5   | 6  | Felipe Massa         | Ferrari               | 60     | + 31.559 s      | 4               | 4     |
| 6   | 4  | Juan Pablo Montoya   | McLaren - Mercedes    | 60     | + 1:04.769 min. | 8               | 3     |
| 7   | 16 | Nick Heidfeld        | Sauber - BMW          | 60     | + 1:14.594 min. | 9               | 2     |
| 8   | 17 | Jacques Villeneuve   | Sauber - BMW          | 60     | + 1:18.299 min. | 10              | 1     |
| 9   | 10 | Nico Rosberg         | Williams - Cosworth   | 60     | + 1:19.008 min. | 12              |       |
| 10  | 11 | Rubens Barrichello   | Honda                 | 59     | + 1 Volta       | 6               |       |
| 11  | 8  | Jarno Trulli         | Toyota                | 59     | + 1 Volta       | 22              |       |
| 12  | 14 | David Coulthard      | Red Bull - Ferrari    | 59     | + 1 Volta       | 11              |       |
| 13  | 20 | Vitantonio Liuzzi    | Toro Rosso - Cosworth | 59     | + 1 Volta       | 13              |       |
| 14  | 15 | Christian Klien      | Red Bull - Ferrari    | 59     | + 1 Volta       | 14              |       |
| 15  | 19 | Christijan Albers    | MF1 - Toyota          | 59     | + 1 Volta       | 18              |       |
| 16  | 18 | Tiago Monteiro       | MF1 - Toyota          | 58     | + 2 Voltes      | 16              |       |
| 17  | 22 | Takuma Sato          | Super Aguri - Honda   | 57     | + 3 Voltes      | 20              |       |
| 18  | 23 | Franck Montagny      | Super Aguri - Honda   | 57     | + 3 Voltes      | 21              |       |
| Ret | 12 | Jenson Button        | Honda                 | 8      | Pèrdua d'oli    | 19              |       |
| Ret | 21 | Scott Speed          | Toro Rosso - Cosworth | 1      | Accident        | 15              |       |
| Ret | 7  | Ralf Schumacher      | Toyota                | 0      | Accident        | 7               |       |
| Ret | 9  | Mark Webber          | Williams - Cosworth   | 0      | Accident        | 17              |       |

## Altres
- Pole: Fernando Alonso 1: 19. 905
- Volta ràpida: Fernando Alonso 1: 21. 599 (Volta 21)